# Gibbosaverruca robusta
Gibbosaverruca robusta är en kräftdjursart som beskrevs av Young 2002. Gibbosaverruca robusta ingår i släktet Gibbosaverruca och familjen Verrucidae. Inga underarter finns listade i Catalogue of Life.